# أتلتيكو مدريد موسم 2003–04
كان موسم 2003–04 هو الموسم الـ98 في تاريخ أتلتيكو مدريد والموسم الـ67 في الدوري الإسباني، الدرجة الأولى لكرة القدم الإسبانية. ويغطي الفترة من 1 يوليو 2003 إلى 30 يونيو 2004.